# Kriminalassistent Jensen
Kriminalassistent Jensen (fulde navn: William Hermod Jensen) er en fiktiv politibetjent i filmserien om Olsen-banden. Rollen spilles af Axel Strøbye (1928-2005). Han fremstår som den seriøse politibetjent, der dog ind imellem forfalder til desillusion, som da han i Olsen-banden overgiver sig aldrig (1979) leverer en to minutter lang analyse af samfundets top. Han er beskrevet som "personificeringen af den apatiske danske offentligt ansatte, som har opdaget hypernormaliseringen, men har opgivet at bekæmpe den."
Jensen optræder første gang i Olsen Banden går amok (1973).Han er ofte klædt i et klassisk ternet jakkesæt, suppleret med en khakifarvet trenchcoat og filthat.
Kriminalassistent Jensen har sine egne karakteristiske replikker som "Åh, Gud, unge mand …" og "Vil De gerne vide hvorfor?".